# Margonin
Margonin est une ville de Pologne, située dans la voïvodie de Grande-Pologne. Elle est le chef-lieu de la gmina de Margonin, dans le powiat de Chodzież.
Elle se situe à 13 kilomètres à l'est de Chodzież (siège du powiat) et à 80 kilomètres au nord de Poznań (capitale régionale).
La ville possède une population de 2980 habitants en 2009 pour une superficie de 5,15 km².

## Géographie

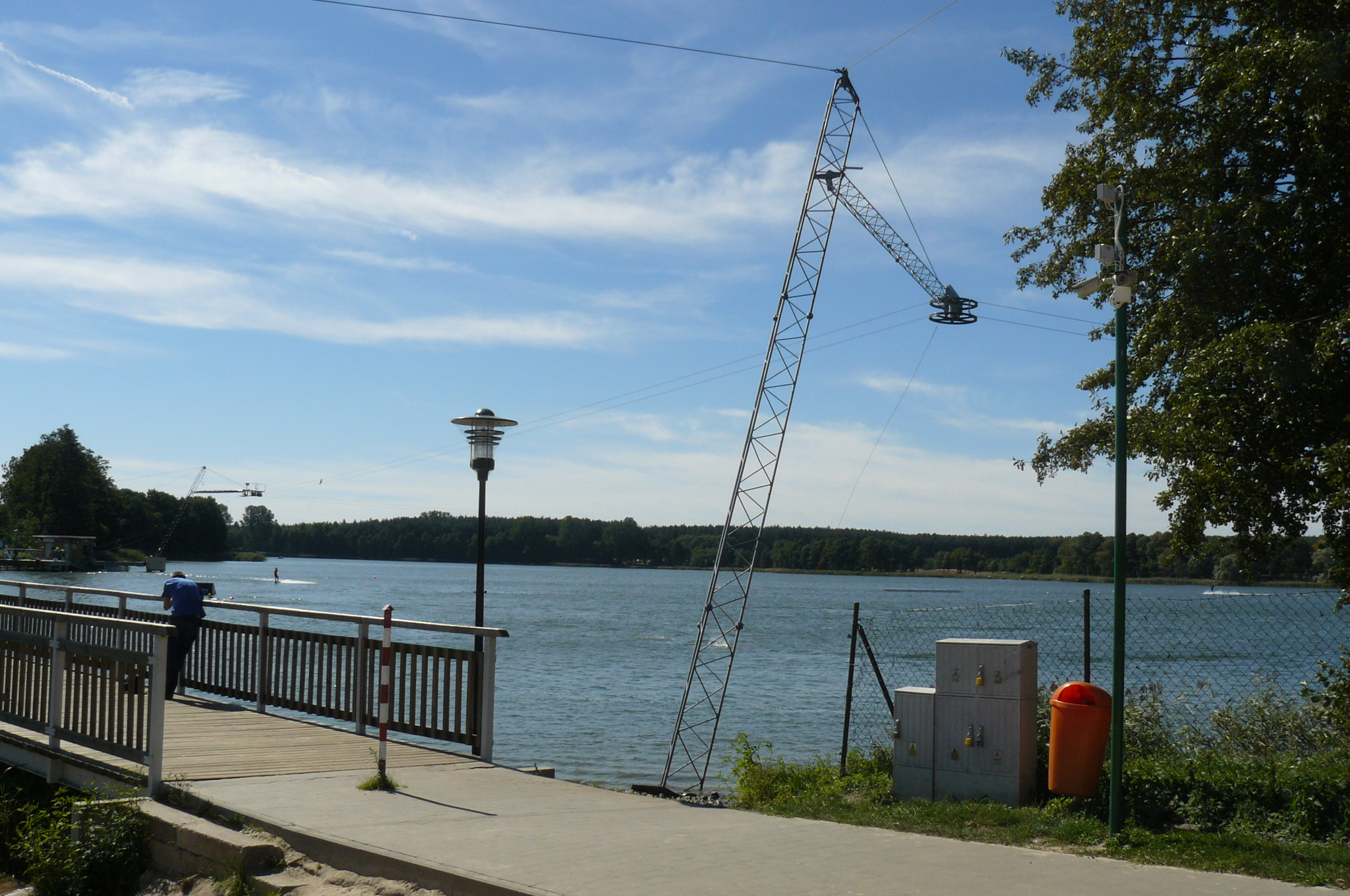
Le lac de Margonin.

Plan de la ville.

Margonin se situe au nord de la Grande-Pologne, dans une région très caractéristique par ses forêts et lacs. La ville elle-même se trouve au bord du lac de Margonin, alimenté par plusieurs cours d'eau dont la Margoninka.

## Histoire
De 1975 à 1998, Margonin faisait partie du territoire de la voïvodie de Piła.

Depuis 1999, la ville fait partie du territoire de la voïvodie de Grande-Pologne.

## Monuments
- l'église Saint-Wojciech, construite dans un style baroque au XVIIe siècle ;
- le château néo-gothique construit entre 1842 et 1852, puis reconstruit en 1905-1907. Le parc du château a été installé beaucoup plus tôt, en 1788 ;
- la place du marché entouré de maisons majoritairement construites à la fin du XIXe siècle ;
- l'ancien cimetière juif.

## Voies de communication
La ville est traversée par les routes secondaires 190 (qui relie Krajenka à Gniezno) et 193 (qui relie Chodzież à Gołańcz).